# Estadio Vicente Calderón
Das Estadio Vicente Calderón (deutsch Vicente-Calderón-Stadion) war ein Fußballstadion in der spanischen Hauptstadt Madrid, direkt am Fluss Manzanares gelegen. Das vereinseigene Stadion war bis zum Sommer 2017 die Heimat des Fußballvereins Atlético Madrid und fasste 54.907 Zuschauer. Es wurde mit seiner umfangreichen Ausstattung von der UEFA in die Kategorie 4 (bis 2010 als Elitestadion) eingeordnet. Zur Saison 2017/18 zog Atlético in das umgebaute Estadio Metropolitano mit 67.703 Plätzen um. Die alte Heimat der Hauptstädter wurde von Februar 2019 bis Juli 2020 abgerissen.
Die Bauform des Stadions bestand nicht wie für Stadien dieser Kapazität meist üblich aus einem Tribünenrund, sondern aus einer freistehenden, überdachten Haupttribüne und einem gegenüberliegenden offenen Tribünenhalbrund. Außergewöhnlich war, dass die am Flussufer verlaufende Stadtautobahn von Madrid direkt unter der Haupttribüne hindurch führte. Die Bestuhlung auf den Rängen war in den Vereinsfarben Rot, Weiß und Blau gehalten.

## Geschichte

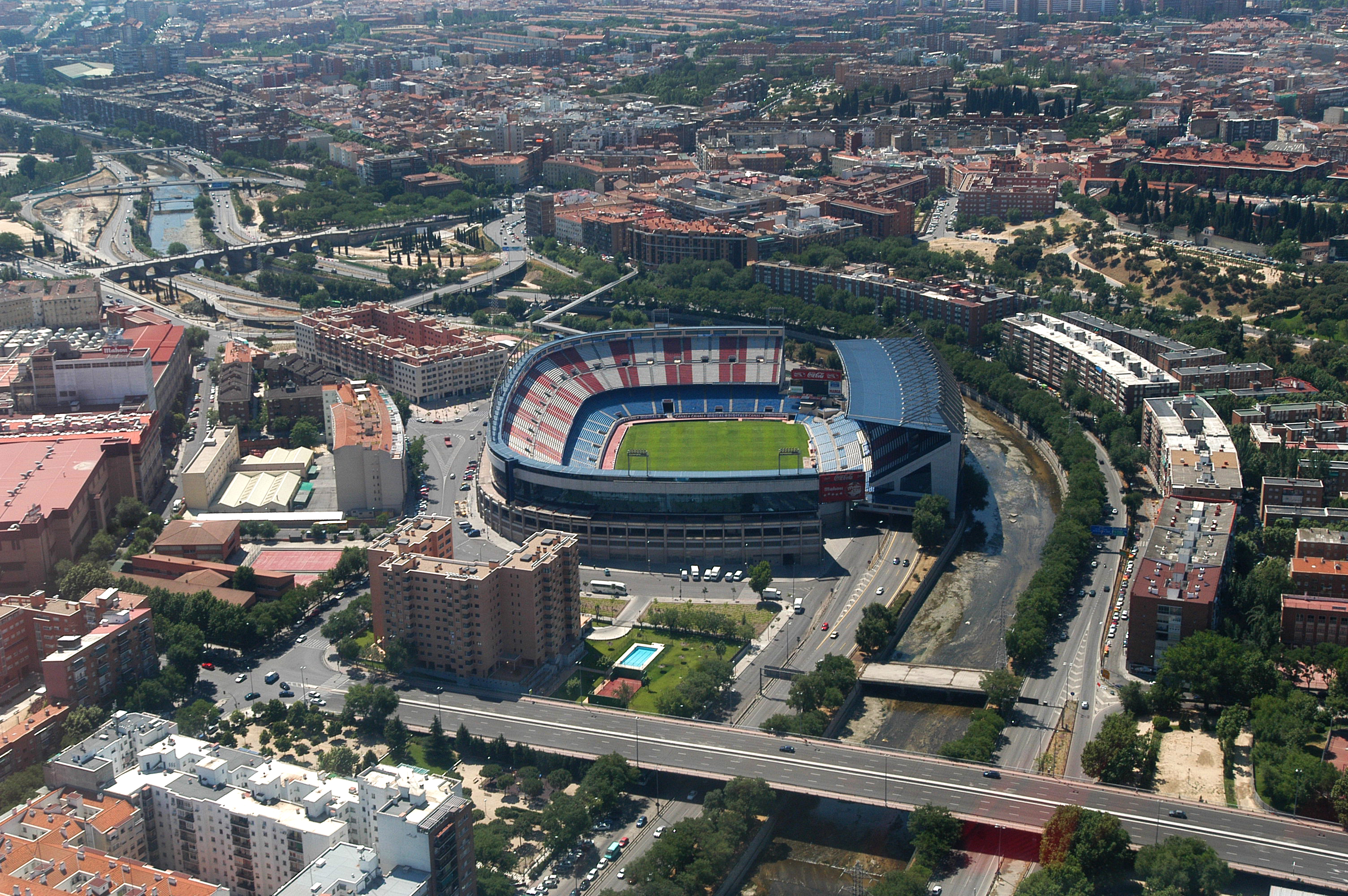
Luftbild des Vicente Calderón

Nach dem Grundstückskauf für das Stadion am 16. März 1961 wurde noch im selben Jahr mit dem Bau begonnen. Die Arena feierte am 2. Oktober 1966 ihre Einweihung und wurde nach dem Fluss Manzanares, an dessen Ufern das Stadion steht, „Estadio del Manzanares“ genannt. Damals hatte das Stadion eine Gesamtkapazität von 62.000 Zuschauern. Das erste Spiel im Stadion fand gegen den FC Valencia statt. Das Spiel endete 1:1-Unentschieden nach Toren von Luis Aragonés und Paquito.
In den 1970er Jahren wurde das Stadion im Auftrag des Präsidenten Vicente Calderón umgebaut. Am 6. Februar 1972 im Spiel gegen Athletic Bilbao, das mit einer 1:2-Niederlage endete, wurde die neugebaute Haupttribüne eingeweiht. Die Haupttribüne ist komplett überdacht (5.000 m²) und wurde aus Eisen und Aluminium gebaut. Zur offiziellen Einweihung des gesamten umgebauten Stadions wurde am 23. Mai 1972 ein internationales Spiel zwischen Spanien und Uruguay veranstaltet, das die Gastgeber 2:0 gewannen. Die Spielstätte wurde nach dem Umbau zu Ehren des Mäzen und Vereins-Präsidenten Vicente Calderón von Estadio del Manzanares in Estadio Vicente Calderón umbenannt.
Am 30. Juli 2007 unterschrieb Atlético einen Vertrag mit der Stadtverwaltung, der den Abriss des Stadions und eine Ausdehnung des Manzanares-Uferparkes vorsieht. Der Fußballverein siedelte im Sommer 2017 in das Estadio Metropolitano im Osten der Stadt über, das im Zuge der Bewerbung für die Olympischen Sommerspiele 2016 renoviert und auf eine Kapazität von 73.000 Zuschauern erweitert wurde.
Am 10. Mai 2017 fand das letzte Europapokalspiel im mittlerweile baufälligen Estadio Vicente Calderón statt. Im Halbfinal-Rückspiel der UEFA Champions League 2016/17 standen sich Atlético und Stadtrivale Real Madrid gegenüber. Zwar gewann Atlético die Partie mit 2:1, doch durch den 3:0-Sieg im Hinspiel zog Real ins Endspiel ein. Am 21. Mai 2017, dem letzten Spieltag der LaLiga 2016/17, gewann Atlético gegen Athletic Bilbao sein letztes Spiel im alten Stadion. Ángel Correa traf in der 89. Minute zum 3:1 und ist Atléticos letzter Torschütze im alten Stadion. Das abschließende Fußballspiel war das spanische Pokalfinale FC Barcelona gegen Deportivo Alavés am 27. Mai 2017. Das letzte Tor im Vicente Calderón erzielte Paco Alcácer in der Nachspielzeit der ersten Hälfte zum Endstand von 3:1.
Auf dem Baugrund des Stadions sollen 1000 Wohnungen entstehen. Im Februar 2019 begannen die Abrissarbeiten. Wenn die Gegentribüne und die Hintertortribünen entfernt sind, wird über das ehemalige Spielfeld eine umleitende Straße gebaut, um die Haupttribüne als letztes Tribünen-Element abzureißen. Ende Juli des Jahres verkaufte der Verein zwei Grundstücke des Stadiongeländes, auf dem zwei Wohnhäuser mit 340 Einheiten gebaut werden sollen. Im September sollte auch der Hauptrang beseitigt sein.
Am 2. Juli 2020 wurde der letzte Teil des Stadions abgerissen.

## Spiele der Fußball-WM 1982 im Estadio Vicente Calderón
Das Stadion war Schauplatz der Fußball-Weltmeisterschaft 1982 und beheimatete die drei Spiele der Gruppe D in der 2. Finalrunde.
- 28. Juni 1982, 2. Finalrunde, Gruppe D:  Österreich –  Frankreich 0:1 (0:0)
- 01. Juli 1982, 2. Finalrunde, Gruppe D:  Österreich –  Nordirland 2:2 (0:1)
- 04. Juli 1982, 2. Finalrunde, Gruppe D:  Nordirland –  Frankreich 1:4 (0:1)

## Stadionbereiche

### Zuschauerbereich
Das Spielfeld ist von den Zuschauerplätzen durch eine sieben Meter breite, zementierte Auslaufzone getrennt. Die Zuschauer können über einen der 57 Eingänge in das Stadion gelangen. Durch das angewandte „Code-System“ lässt sich für alle Bereiche des Stadions feststellen, wie viele Leute sich dort zu jedem Zeitpunkt aufhalten. Damit können etwaige Probleme schon früh erkannt werden und Gegenmaßnahmen eingeleitet werden. Im Notfall können alle Besucher innerhalb von sechs Minuten aus dem Stadion evakuiert werden.
Von den insgesamt 54.851 Sitzplätzen sind nur die 18.850 Plätze der Haupttribüne überdacht. In diesem Komplex des Stadions ist auch ein für die Gäste der Ehrentribüne vorgesehener Raum mit integriertem Cafe (Sala V.I.P.) integriert, um abseits des Trubels das Spiel am Bildschirm verfolgen zu können. Darüber hinaus gibt es für das zahlungskräftige Publikum 74 private Logen (Palcos Privados), welche angemietet werden können und mit Bedienungsservice, Sicherheitspersonal, Catering, Fax, Klimaanlage, Fernsehen, Garderobe sowie einer Toilette ausgestattet sind.

### Spielerbereich
Für die Mannschaften gibt es einen Umkleidebereich mit Duschen und Umkleidekabine, welcher sowohl für die Heim- als auch für die Gastmannschaft jeweils 820 Quadratmeter misst. Darüber hinaus stehen den Spielern eine medizinische Abteilung und ein Erholungsbereich mit Massageraum zur Verfügung. Außerdem ist im Spielerbereich ein Dopingkontrollraum eingegliedert.

### Einrichtungen für Medien
Es gibt 35 voneinander unabhängige und schallisolierte Kommentatorenkabinen, welche auf der Haupttribüne zu finden sind. Weiterhin gibt es im Stadionkomplex verschiedene Räumlichkeiten für das Abhalten von Pressekonferenzen bzw. Versammlungen sowie eine Interviewzone.

## Besucherservice

### Fanshop
Der offizielle Fanshop von Atlético, Megastore 1903, ist auch unter der Bezeichnung Tienda Rojiblanca bekannt. Hier findet man alle offiziellen Fanartikel, die der Verein vertreibt.

### Vereinsmuseum
Das Museum mit dem offiziellen Namen Museo Atlético de Madrid & Colección Pablo Ornaque gehört mit einer Ausstellungsfläche von über 600 Quadratmeter zu den größten Museen seiner Art in Spanien. Die Ausstellung umfasst die Geschichte des Fußballklubs Atlético Madrid beginnend mit der Gründung im Jahre 1903 bis zur Gegenwart. Dazu gehören eine Präsentation aller bisherigen Trikots der „Rojiblancos“ sowie die Trophäensammlung des Vereins. Außerdem wird die Entwicklung der Sportart Fußball anhand zeitgenössischer Utensilien, wie Fußbälle oder Fußballschuhe, anschaulich dargestellt. Des Weiteren wird im Rahmen des Museumsbesuches eine Stadionführung angeboten, welche die Besichtigung des Spielfeldes, des VIP-Bereiches und der Mannschaftskabinen beinhaltet.

### Kinderbetreuung
Im Stadion ist für Kinder im Alter von vier bis zwölf Jahren ein vereinseigenen Spielparadies von über 400 Quadratmetern Größe vorhanden. Zum so genannten IndiPark gehören u. a. ein Schwimmbad aus Kugeln, Rutschbahnen und das IndiGol, wo die Kleinen ihre fußballerischen Fähigkeiten beweisen können. An Tagen, an denen im Stadion ein Fußballspiel von Atlético Madrid stattfindet, bietet der IndiPark einen Hort-Service an. Damit können Eltern ihre Kinder für die Zeit der Begegnung in die Obhut von geschultem Fachpersonal abgeben. Weiterhin können im IndiPark (Kinder-)Geburtstage gefeiert werden.

### Restaurant
Das vereinseigene Restaurant, die 1903 Sport Arena bietet Platz für bis zu 800 Personen und ist im Stile einer Sportsbar aufgebaut. So gibt es neben vier Großbildschirmen auch noch sechs weitere moderne Plasma-Fernsehgeräte. Vereinsmitglieder von Atlético Madrid sowie Inhaber von Dauerkarten brauchen bei ihren Restaurantbesuchen nur einen ermäßigten Preis bezahlen.

### Sonstige Dienstleistungen
Im Stadion gibt es zwei öffentliche Arztpraxen, deren Service während der Spiele in Anspruch genommen werden können. Als weitere Besonderheit ist im Stadion ein Wellnessbereich mit Fitnessstudio, Sonnenstudio und Friseursalon vorhanden.

## Stadiontechnik
Die Flutlichtanlage besteht aus 220 Flutlicht-Projektoren mit einer Intensität von 2000 Lux. Es gibt zwei große Anzeigetafeln in den offenen Ecken des Stadions (LG Vision Type, Rainbow Colour. Größe 8 m × 5,12 m = 41 m²). Die Lautsprecheranlage besteht aus acht Verstärkern und 70 Lautsprechern, welche überall im Stadion verteilt sind und alle Bereiche gleichmäßig beschallen.

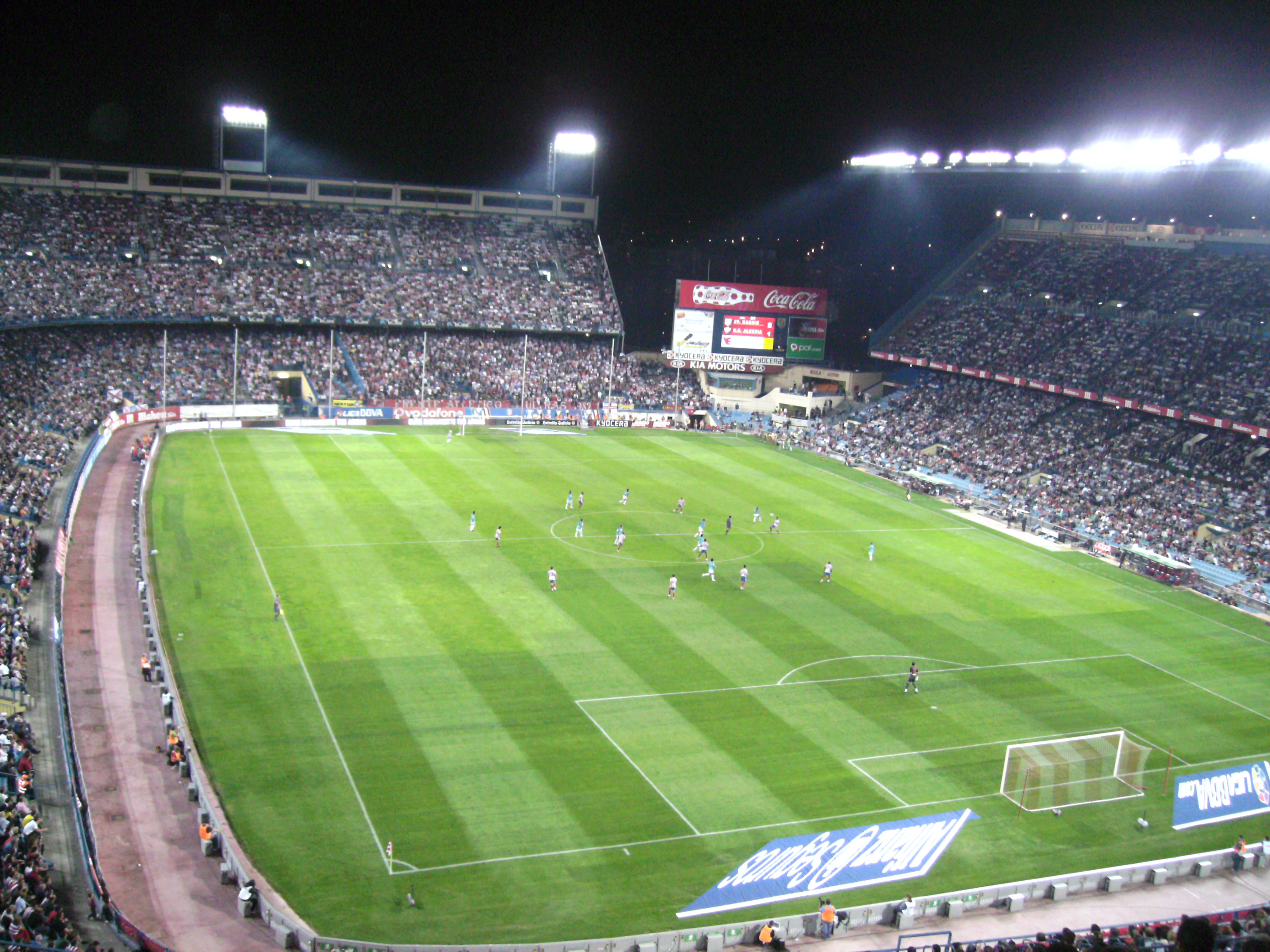
Innenansicht mit Flutlicht

## Stadionumfeld
Rund um das Stadion finden sich eine Vielzahl von Dienstleistungen aller Art, eine Bankniederlassung, eine Autowerkstatt mit Waschanlage (Laminauto), einige Reisebüros, Gaststätten und Restaurants, Veranstaltungsräume für Partys sowie Geschäftsräume zum Empfang von Gästen inklusive Bewirtung und Büros. Um das Stadion herum befinden sich 37 Bars, beispielsweise der des deutschen Atlético Madrid Fanklubs, dem Peña Atlética Centuria Germana, die „La Esquina del Calderón“.
Der Spielfilm Zwei wie Pech und Schwefel von 1974 mit Terence Hill und Bud Spencer wurde u. a. in einem Freizeitpark am Stadion gedreht. Das Estadio Vicente Calderón ist im Hintergrund zu erkennen.